# Saab Microelectronics
Saab Microelectronics var en enhet inom Saab-Scania som tillverkade tjockfilmskretsar och hybridkretsar. Enheten grundades 1966 som en del av Datasaab, och tillhörde Flygdivisionen efter att Datasaab såldes. 1983 överfördes den till enheten Combitech Electronics inom det nybildade Saab-Scania Combitech AB, varvid namnet Saab Microelectronics upphörde att användas.
Lokalerna fanns på Klostergatan 5 B i Linköping, tillsammans med Datasaabs övriga verksamhet. Ett fyrtiotal anställda arbetade med utveckling och tillverkning i renrum av kretsarna, som användes i Saab 37 Viggen och i andra interna och externa produkter. Kretsarna betecknades med "SAAB" och "TF0000", där "0000" var ett fyrsiffrigt löpnummer. Vid projekteringen av efterföljaren Saab 39 Gripen beslöts till slut att använda ett annat byggsätt för elektronikkretsarna. Därmed blev verksamheten överflödig och avvecklades 1988, varvid en mindre del av personalen överfördes till ett nytt elektroniklaboratorium i Mjärdevi, för att upprätthålla kompetensen inom teknikområdet. Huset på Klostergatan är numera delvis rivet, och används i övrigt som kontorslokaler av andra hyresgäster.